# Jacob de Backer

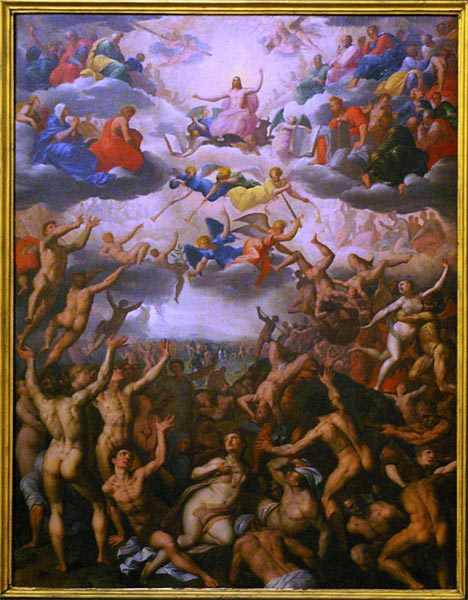
Panel central de El Juicio Final, c. 1589.

Jacob de Backer, o Jacques de Backer, fue un pintor flamenco de la segunda mitad del siglo XVI, de estilo manierista. Estuvo activo en Amberes entre 1571 y 1585. Se le supone natural de esa ciudad, pero las fechas de su nacimiento y muerte se desconocen y sólo existen apreciaciones (según el Instituto neerlandés para la Historia del Arte (RKD) habría nacido en la década de los cuarenta -1540/1555-  y habría muerto en la última década del siglo). De su familia se sabe que fue abandonado por su padre a muy temprana edad. 
Carel van Mander registra que estudió con Antonio van Palermo y Hendrik van Steenwijk I.
Aunque se ha reconocido la influencia del Alto Manierismo de Vasari, parece que Jacob de Backer nunca viajó a Italia. De su fama y fecunda imaginación son prueba los grabados que se abrieron a partir de sus obras. De su producción, centrada en los asuntos religiosos y las alegorías, destaca el Tríptico del Juicio Final de la catedral de Amberes (ca. 1589), pintado para la tumba de Cristóbal Plantino, del que se conocen diversas copias y réplicas de su panel central. Una serie de alegorías de Los siete pecados capitales fue adquirida en 1594 por Cosimo Masi, que había viajado a Flandes como secretario de Alejandro Farnesio y se conserva en el Museo di Capodimonte de Nápoles, integrada en la colección Farnesio, en la que ingresó en 1612 al serle confiscada a Giovan Battista Masi, rebelde a la autoridad del duque Ranuccio I Farnesio. También se le atribuyen una Alegoría de las tres edades del hombre en el Museo del Hermitage y tres alegorías de las artes liberales (Dialéctica, Astronomía y Aritmética) conservadas en dependencias no visitables del Monasterio de El Escorial, alguna vez relacionadas con el círculo de Vasari. Los tres cuadros de artes liberales y otros cinco cuadros alegóricos de Backer se vendieron en subasta en Colnaghi's de Londres en 2020, pero no se sabe de qué colección proceden. Réplicas de algo mayor tamaño de la Dialéctica y la Aritmética se conservan en otra serie de las siete arte liberales, también incompleta, de colección particular madrileña, procedente de la colección que el marqués de Alfarrás guardaba en el Laberinto de Horta (Barcelona), formando un conjunto con otras tres alegorías en figuras de matronas de las virtudes teologales, Fe, Esperanza y Caridad.
No debe confundirse con Jacob Adriaensz. Backer, pintor holandés del siglo XVII.